# Rio Murrumbidgee
O rio Murrumbidgee é um rio do estado da Nova Gales do Sul, na Austrália, e um dos principais afluentes do rio Murray, o maior rio do país.